# لحظات خوف (فلم)
لحظات خوف هو فيلم بطولة: فريد شوقي وميرفت أمين ويوسف شعبان وتوفيق الدقن وإبراهيم سعفان وإبراهيم الشامى
قصة وسيناريو وإخراج:حسن رضا
حوار:محب بشندى
تصوير:فيكتور انطون
إنتاج:محمد رجائي

## قصة الفيلم
يصدر حكم على فتحي بالسجن سبع سنوات في قضية اختلاس وحقيقة الأمر أن رئيسه في العمل لطفي هو السارق الحقيقي، ويلفق التهمة لفتحي. يقضى فتحى مدة العقوبة ويخرج، ويحاول إقناع لطفي بالاعتراف بالجريمة ورد اعتباره ولكن دون فائدة. يخطط للإيقاع به عن طريق أخته التي تتعرف على لطفي دون أن يعلم حقيقتها، تبدأ في مشاغلته حتى يقع في حبها، تنجح في استدراجه بالاعتراف بجريمته وبراءة فتحي، وبذلك يقع لطفي في قبضة الشرطة.